# Бергія
Бергія (рум. Berghia) — село у повіті Муреш в Румунії. Входить до складу комуни Пенет.
Село розташоване на відстані 267 км на північний захід від Бухареста, 10 км на захід від Тиргу-Муреша, 68 км на схід від Клуж-Напоки, 133 км на північний захід від Брашова.

## Населення
За даними перепису населення 2002 року у селі проживали 1234 особи.
Національний склад населення села:
| Національність | Кількість осіб | Відсоток |
| -------------- | -------------- | -------- |
| угорці         | 801            | 64,9%    |
| румуни         | 427            | 34,6%    |
| цигани         | 5              | 0,4%     |

Рідною мовою назвали:
| Мова      | Кількість осіб | Відсоток |
| --------- | -------------- | -------- |
| угорська  | 802            | 65,0%    |
| румунська | 430            | 34,8%    |